# Ротон
Рото́н (от лат. roto — «вращаюсь, верчусь») — элементарное возбуждение (квазичастица) в сверхтекучем 4He, связанное с атомной структурой сверхтекучего гелия и имеющее квадратичный спектр энергии {\displaystyle E(p)} около импульса {\displaystyle p_{0}\sim h/a}, где {\displaystyle a} — характерное межатомное расстояние. Возникновение таких квазичастиц имеет особое влияние на поведение сверхтекучей жидкости в области температур около одного кельвина. Термин ввёл И. Е. Тамм.

## Энергетический спектр возбуждений в4He
Энергетический спектр элементарных возбуждений в гелии имеет линейную зависимость в начальной части, локальный минимум ({\displaystyle p_{0}},{\displaystyle E_{0}}), где {\displaystyle E_{0}} соответствует температуре около 8,6 K.
Элементарные возбуждения линейной части спектра принято называть фононами. Элементарные возбуждения в области, близкой к {\displaystyle p_{0}}, называют ротонами.

### Энергия фононов
Фононы обладают линейным законом дисперсии. Энергия фононов связана с квазиимпульсом следующим простым выражением:
{\displaystyle E=cp}, где с ≈965 м/с — скорость звука в гелии.

### Энергия ротонов
Энергия ротонов вблизи локального минимума дисперсионной кривой имеет квадратичный вид:
{\displaystyle E(p)=\Delta +{\frac {(p-p_{0})^{2}}{2\mu }}}
Здесь {\displaystyle \Delta } имеет значение порядка 8,6 K в температурных единицах энергии, {\displaystyle \mu } — эффективная масса.
Расчётные значения положения минимума ротонной зоны спектра и эффективной массы ротонов:
{\displaystyle {\frac {p_{0}}{h}}=1{,}99\cdot 10^{10}} м−1, {\displaystyle \mu =0{,}26m_{\mathrm {He} }}, где {\displaystyle m_{\mathrm {He} }} — масса свободного атома гелия.

### Критерий Ландау
Физический смысл появления ротонов в энергетическом спектре соответствует появлению вихревого движения в сверхтекучей жидкости. И хотя сам вихрь существует бездиссипативно, но на его образование требуется энергия, которая теряется системой. Таким образом, возникает трение. Условием невозникновения таких квазичастиц является критерий сверхтекучести Ландау. Наглядно выполнение этого критерия для движения жидкости с заданной скоростью {\displaystyle V} можно представить как отсутствие пересечения прямой {\displaystyle E=Vp} с зависимостью {\displaystyle E(p)} энергетического спектра элементарных возбуждений. Наличие таких пересечений говорит о возможности возникновения квазичастиц соответствующей части энергетического спектра с одновременным выполнением законов сохранения импульса и энергии. Теоретически, условие бездиссипативного движения должно выполняться вплоть до скоростей около 80 м/с, но на практике сверхтекучесть нарушается при существенно более низких скоростях из-за высокоэнергетической части спектра.

### Влияние на теплоёмкость и другие свойства
Ротоны играют важную роль в свойствах сверхтекучего гелия при T ≈ 0,6 K. Они обусловливают существование слагаемых теплоёмкости, энтропии, нормальной плотности и др., экспоненциально зависящих от температуры.
Так, теплоёмкость при температурах ниже 0,6 K имеет фононную температурную зависимость:
{\displaystyle C_{p}\sim T^{3}}.
При температурах выше 0,6 K зависимость теплоёмкости меняется на экспоненциальную:
{\displaystyle C_{p}=V{\frac {p_{0}^{2}\Delta ^{2}}{2\pi ^{2}\hbar ^{3}T^{2}}}(2\pi \mu T^{2})^{1/2}e^{-{\frac {\Delta }{T}}}}.

## Биротон
Два ротона с противоположно направленными импульсами образуют связанное состояние — биротон, с орбитальным моментом L=2, энергией связи 0,25 K.